# Leonardo Gomes Pereira
Leonardo Gomes Pereira é um empresário, engenheiro e economista brasileiro. Foi vice-presidente da Gol Linhas Aéreas (GOL). Foi presidente da Comissão de Valores Mobiliários (CVM).

## Biografia
Formado em engenharia de produção e economista pela Universidade Federal do Rio de Janeiro e pela Universidade Candido Mendes, respectivamente, cursou o programa de Executivo Sênior na Universidade de Columbia, nos Estados Unidos. Concluiu o Master of Business Administration (MBA) pela Universidade de Warwick, no Reino Unido.
Entre 2000 e 2007, foi diretor executivo-financeiro na NET, tendo antes trabalhado na Globopar e Citibank. Em 2009, assumiu a vice-presidências da GOL, permanecendo no cargo até 2012.
Em outubro de 2012 foi nomeado pela então presidente da República Dilma Rousseff como presidente da CVM. Esta é a terceira vez que um empresário assume o comando da autarquia. O primeiro foi Victorio Cabral, em 1986, durante o governo Sarney, e Roberto Faldini, do Grupo MetalLeve, em 1992, no governo Collor.
A frente da presidência da CVM, têm desafios como a OGX e Laep, companhias sob administração que enfrentam problemas na Justiça e também na própria comissão.